# Vadu Părului
Vadu Părului – wieś w Rumunii, w okręgu Prahova, w gminie Albești-Paleologu. W 2011 roku liczyła 1924 mieszkańców.